# Галерија грбова Луксембурга
Галерија грбова Луксембурга обухвата актуелни Грб Луксембурга и грбове општина свих луксембуршких кантона.

## Грбови општина Кантона Дикирх
- Грб Бетендорфа
- Грб Буршајда
- Грб Вале-д-л'Арнца
- Грб Дикирха (главни град кантона)
- Грб Ерпелданжа
- Грб Етелбрека
- Грб Мерцига
- Грб Рајсдорфа
- Грб Фелена
- Грб Ширена

## Грбови општина Кантона Клерво
- Грб Вајсвампаха
- Грб Винселера
- Грб Клервоа
- Грб Парк Хосингена
- Грб Троавјержа

## Грбови општина Кантона Реданж
- Грб Вала
- Грб Вихтена
- Грб Бекериха
- Грб Гросбуса
- Грб Ела
- Грб Јузелданжа
- Грб Прајцердаула
- Грб Рамбруша
- Грб Реданжа
- Грб Соула

## Грбови општина Кантона Вијанден
- Грб Вијандена
- Грб Путшајда
- Грб Тандела

## Грбови општина Кантона Вилц
- Грб Буледа
- Грб Гездорфа
- Грб Еш-сир-Сура
- Грб Ешвајлера
- Грб Кишпелта
- ГрбЛак-д-ла-От-Сура
- Грб Винселера
- Грб Вилца

## Грбови општина Кантона Капелен
- Грб Гарниша
- Грб Дипаша
- Грб Кериха
- Грб Карјенга
- Грб Келена
- Грб Коплешта
- Грб Мамера
- Грб Симера
- Грб Стенжефорта
- Грб Хабшта

## Грбови општина Кантона Еш-сир-Алзет
- Грб Бетембурга
- Грб Диделанжа
- Грб Диферданжа
- Грб Еш-сир-Алзета
- Грб Кајла
- Грб Лоделанжа
- Грб Мондерсанжа
- Грб Пејтанжа
- Грб Рејсера
- Грб Реканж-оп-дер-Меса
- Грб Римеланжа
- Грб Санема
- Грб Фрисанжа
- Грб Шифланжа

## Грбови општина Кантона Луксембург
- Грб Бартранжа
- Грб Валфера
- Грб Вејлер-ла-Тура
- Грб Есперанжа
- Грб Контерна
- Грб Луксембурга
- Грб Нидеранвена
- Грб Сандвајлера
- Грб Стајнсела
- Грб Страсена
- Грб Шатранжа

## Грбови општина Кантона Мерш
- Грб Бованж-сир-Атерта
- Грб Бисена
- Грб Колмар-Берга
- Грб Ларошета
- Грб Линтжена
- Грб Лоренцвајлера
- Грб Мерша
- Грб Номерна
- Грб Тинтанжа
- Грб Фишбаха
- Грб Хефингена

## Грбови општина Кантона Ехтернах
- Грб Водбилига
- Грб Бердорфа
- Грб Беха
- Грб Бофора
- Грб Ехтернаха
- Грб Консдорфа
- Грб Момпаха
- Грб Роспорта

## Грбови општина Кантона Гревенмахер
- Грб Бецдорфа
- Грб Бивера
- Грб Вормелданжа
- Грб Гревенмахера
- Грб Јонглинстера
- Грб Мантернаха
- Грб Мертерта
- Грб Флаксвејера

## Грбови општина Кантона Рејмех
- Грб Буса
- Грб Водбредимуа
- Грб Далхајма
- Грб Ленингена
- Грб Мондорф-ле-Бена
- Грб Рејмеха
- Грб Шенгена
- Грб Штадбредимуса